# Batalla de Castalla (1813)
La batalla de Castalla de 1813 fou una acció bèl·lica que tingué lloc el 13 d'abril de 1813, en la qual foren derrotades les forces napoleòniques del mariscal Suchet per un exèrcit aliat anglo-espanyol coordinat per Sir John Murray.

## Antecedents
En l'exitós setge de València i les operacions subsidiàries, l'exèrcit francès del mariscal Louis Gabriel Suchet va conquerir gran part de la província de València. Al sud, l'Exèrcit espanyol de Múrcia es va reagrupar per intentar aturar altres avenços francesos. El 16 de gener de 1812, els espanyols van derrotar un intent del general de divisió Louis-Pierre Montbrun i 5.500 soldats francesos per apoderar-se de la seva base a Alacant. Una expedició anglo-siciliana sota el general Thomas Maitland havia d'arribar a Alacant i el general Arthur Wellesley, va demanar al capità general Joseph O'Donnell que realitzés una operació de detenció, sent derrotat en la batalla de Castalla, i el mateix juliol de 1812 William Bentinck va arribar amb 10.000 homes a Alacant al comandament d'una força mixta de tropes britàniques, alemanyes i calabreses, per evitar l'avanç francès.
L'abril de 1813, Suchet va decidir atacar els aliats abans que rebessin reforços, prenent Iecla i Villena el dia 11, l'endemà l'avantguarda francesa va combatre al port de Biar, que va creuar el 13 d'abril, enviant la cavalleria cap a Onil desplegant-se a la Foia de Castalla.

## Batalla
El bàndol francés disposava d'uns 13.600 homes, mentre que els aliats sumaven uns 18.700 combatents. Per part dels aliats van lluitar el general Elío i el general Whittingham, comandant de l'anomenada divisió mallorquina. Per part francesa, dirigia les operacions el mariscal Suchet.
John Murray havia disposat les seves tropes a les altures properes amb un buit en la línia defensiva amb la divisió espanyola de Whittingham desplegada més cap a l'oest. Suchet va intentar aprofitar aquest buit, però Whittingham es va adonar del perill i desobeint Murray va recompondre la línia. Malgrat el decidit atac francès, la posició aliada va aguantar. Suchet va concloure que la posició aliada era massa forta i va decidir retirar-se.

## Conseqüències
L'exèrcit imperial francès va patir més de mil morts, segons els aliats, i uns 800 segons versions franceses. Per la seua banda, els aliats van patir uns 670 morts. En tot cas, la victòria dels anglo-espanyols va fer que els invasors napoleònics hagueren de replegar-se i fugir cap a Ibi i Alcoi, i més tard, continuant cap al nord, passaren a la banda esquerra del Xúquer; sembla que la retirada dels francesos es va realitzar amb perfecte orde militar.
Suchet va replegar els seus homens definitivament al nord del Xuquer mentre que l'exèrcit de Murray es va unir al del general Elio, procedent de Múrcia. La derrota francesa en Vitoria el 21 de juny següent va obligar a Suchet a replegar-se al nord de l'Ebre deixant lliure definitivament el País Valencià. Castalla per tant havia segut el principi de la retirada dels francesos.
Amb el triomf de Wellington a la batalla de Vitòria, les posicions de Suchet a València i Aragó no es podien sostenir i va retirar les tropes, que va concentrar a prop de Barcelona, deixant guarnicions a Denia (120 homes), Sagunt (1.200), Peníscola (500), Morella (120) i Tortosa (5.500), i a Mequinensa (400 hombres) i Montsó, seguits per l'exèrcit de William Bentinck de 28.000 espanyols, britànics, alemanys i italians. El 9 de juliol
Com a reconeixement de la victòria, Ferran VII va crear la Creu de Distinció al mèrit militar, amb la inscripció "Castalla 13 de Abril de 1813". Cal dir que la medalla originària es conserva actualment al Museu Militar (Madrid).